# Harlei de Menezes Silva
Harlei de Menezes Silva, vagy egyszerűen Harlei (Belo Horizonte, 1972. március 30. –) brazil labdarúgókapus.

## Pályafutása
1992 és 1997 között a Cruzeiro, 1998-ban a Comercial, 1998–99-ben a Vila Nova, 1999 és 2014 között a Goiás labdarúgója volt.

## Sikerei, díjai
Cruzeiro
- Copa Libertadores
  - győztes: 1997

 Goiás
- Brazil bajnokság – másodosztály
  - 1999, 2012
- Goiás állam bajnoksága
  - bajnok (7): 2000, 2002, 2003, 2006, 2009, 2012, 2013